# Distretto rurale di Faringdon

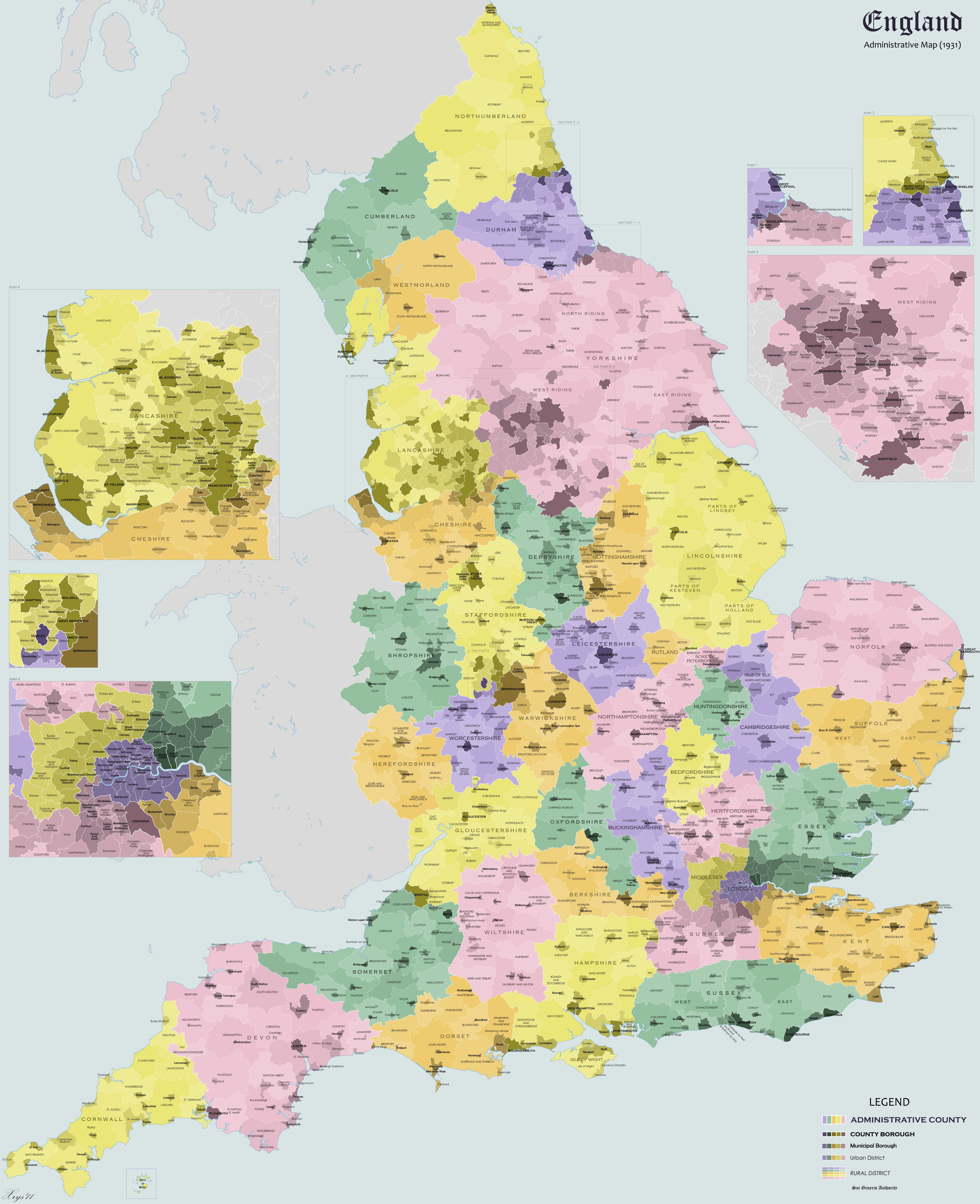
Mappa amministrativa dell'Inghilterra del 1931

Il distretto rurale di Faringdon era un distretto rurale nella contea amministrativa del Berkshire dal 1894 al 1974.
È stato formato sotto il Local Government Act 1894 basato sulla parte del distretto rurale di Faringdon che si trovava nel Berkshire; tuttavia, includeva anche una volta Lechlade, una piccola città di mercato nel Gloucestershire. Era situato nella regione nord-occidentale del Berkshire storico, ma l'area fu trasferita nell'Oxfordshire nel 1974 ed è ora nel sud-ovest di quella contea. Il distretto rurale di Faringdon confinava con il Gloucestershire a nord-ovest, il Wiltshire a ovest e l'Oxfordshire e il Tamigi a nord.
Fu abolito nel 1974 con il Local Government Act 1972 e venne fuso con altri distretti per formare la nuova Vale of White Horse, che si trovava nella nuova contea non metropolitana dell'Oxfordshire.

## Parrocchie civili
Durante la sua esistenza il distretto conteneva le seguenti parrocchie civili:
- Ashbury
- Baulking
- Bourton
- Buckland
- Buscot
- Charney Bassett
- Coleshill
- Compton Beauchamp
- Eaton Hastings
- Fernham
- Great Coxwell
- Great Faringdon
- Hatford
- Hinton Waldrist
- Kingston Lisle
- Lechlade
- Little Coxwell
- Littleworth
- Longcot
- Longworth
- Pusey
- Shellingford
- Stanford in the Vale
- Uffington
- Watchfield
- Woolstone